# Scaeva hwangi
Scaeva hwangi är en tvåvingeart som beskrevs av Ho 1987. Scaeva hwangi ingår i släktet glasvingeblomflugor, och familjen blomflugor. Inga underarter finns listade i Catalogue of Life.